# Registro de Ciudadanos (Guatemala)
El Registro de Ciudadanos (RC) es un órgano técnico permanente del Tribunal Supremo Electoral de Guatemala que está encargado de todo lo relacionado con la inscripción de los ciudadanos, con el padrón electoral, el cumplimiento de las resoluciones y sentencias judiciales que se le informen toda vez sean actos de naturaleza electoral, la inscripción de las organizaciones políticas y su fiscalización, la inscripción de los ciudadanos que deseen optar a cargos públicos, y sobre la renuncia de los afiliados a los partidos políticos así como la actualización del registro de afiliados a cada partido. 
También conoce en primera instancia y resuelve todo lo relacionado con las organizaciones políticas y otros temas en materia electoral (jurisdicción electoral), lo cual es conocido en segunda instancia por el Tribunal.

## Historia
El 15 de septiembre de 1965  se decretó una nueva Constitución de la República de Guatemala y en esta se contemplaba un Registro Electoral como órgano administrativo permanente que estaría a cargo de un Director, designado por el Organismo Ejecutivo para un periodo de cuatro años y un Concejo Electoral que conociera de todos los procedimientos en materia Electoral este era presidido por el Director del Registro Electoral, un miembro de los partidos políticos, un miembro por el Congreso de la República y un miembro designado por el Concejo de Estado.
Después del golpe de Estado del 23 de marzo de 1982 y exactamente un año después el gobierno de facto de esa época, decretó la Ley Orgánica del Tribunal Supremo Electoral (Decreto Ley 30-83), en el cual se determinó como un órgano autónomo, no supeditado a ninguna otra autoridad y en esta se refiere al Registro de Ciudadanos como un Órgano Electoral, regulando las funciones y atribuciones en la ley específica. El 23 de marzo de 1983 se decretó la Ley del Registro de Ciudadanos (No.31-83), en la cual se crea este último Órgano como una dependencia Técnica del Tribunal Supremo Electoral en forma bastante similar a como se encuentra regulado actualmente, con la diferencia entre otras, que el director y el Secretario no debían ser necesariamente abogados, únicamente el jefe del Departamento de Organizaciones Políticas, asimismo se refiere ya al padrón electoral y se suprime la Cédula de Ciudadanía. Mediante Decreto Ley 32-83 con vigencia el 23 de marzo, de ese mismo año se emitió la Ley de Organizaciones Políticas.

## Funciones
De acuerdo al artículo 155 de la Ley Electoral y de Partidos Políticos (Decreto número 1-85) el registro es un órgano técnico del Tribunal Supremo Electoral que tiene a su cargo las siguientes funciones:
a) Todo lo relacionado con la inscripción de los ciudadanos;
b) Todo lo relacionado con el Padrón Electoral;
c) Cumplir las resoluciones y sentencias judiciales que se le comuniquen con relación a actos de naturaleza electoral;
d) Inscribir a las organizaciones políticas y fiscalizar su funcionamiento;
e) Inscribir a los ciudadanos a cargos de elección popular;
f) Conocer y resolver acerca de la inscripción, suspensión, cancelación y sanciones de las organizaciones políticas;
g) Notificar a los partidos políticos de las renuncias de sus afiliados de que tenga conocimiento de conformidad con lo establecido en el artículo 17 de Ley Electoral y de Partidos Políticos; y mantener actualizado el registro de afiliados de los partidos políticos; y,
h) Las demás que le señalen las leyes y reglamentos o el Tribunal Supremo Electoral.

## Organización
El Registro de Ciudadanos está dirigido por un director general que de acuerdo a la ley tiene varias funciones.

### Director general
Desde su creación en 1983 el RC ha sido dirigido por las siguientes personas:
| N.º | Nombre                          | Inicio                | final                 | Observaciones |
| --- | ------------------------------- | --------------------- | --------------------- | ------------- |
| 1   | Mario Roberto Guerra Roldán     | 1983                  | 1989                  |               |
| 2   | Félix Castillo Milla            | 2 de marzo de 1989    | 1 de marzo de 1996    |               |
| 3   | Miguel Enrique Solís Rojas      | 2 de marzo de 1996    | 28 de febrero de 2014 |               |
| 4   | Leopoldo Guerra                 | 28 de febrero de 2014 | 21 de mayo de 2020    |               |
| 6   | Oscar Alfonso de Paz Quintana   | 22 de julio de 2020   | 1 de febrero de 2022  |               |
| -   | Sergio Estuardo Jiménez Rivera  | 27 de enero de 2022   | 23 de marzo de 2022   | Interino      |
| 6   | Ramiro José Muñoz Jordán        | 23 de marzo de 2022   | presente              |               |
| -   | Eleonora Nohemí Castillo Pinzón | 16 de julio de 2023   | 11 de agosto de 2023  | Interina      |